# ユナイテッド・アメリカ・インディアン・オブ・ニューイングランド
ユナイテッド・アメリカ・インディアン・オブ・ニューイングランド（United American Indians of New England、略称：UAINE）は、アメリカ東部ニューイングランド地方のインディアン部族で結成される団体。ニューイングランド・アメリカインディアン連合とも訳される。
本拠地はマサチューセッツ州プリマス。UAINEのリーダーはワンパノアグ族のワムスッタ・フランク・ジェームズ（Wamsutta Frank James）で、1970年に創設された。

## 「全米哀悼の日（National Day of Mourning）」抗議行動
1970年、彼らは、全米を挙げて11月に行われる、ニューイングランドのプリマスに上陸した白人たち（ピルグリムファーザーズ）の「上陸記念感謝祭」に対する抗議運動である、「全米哀悼の日」を行って注目された。この抗議デモは今日まで毎年、「上陸記念感謝祭」の日にぶつけて行われている。
プリマスは、ワンパノアグ族を始めとするアメリカインディアンが住む伝統の地であり、イギリス人によるニューイングランド地域の入植によって、彼らインディアンが虐殺された地でもある。
UAINはまたこの日に同時に、服役中のアメリカインディアン運動（AIM）のメンバー、レナード・ペルティエを始めとするインディアン政治犯の釈放を求めての抗議デモや、ラコタ・スー族のブラックヒルズの返還要求に協力するデモ、イスラエルによるパレスチナ占領に対する抗議デモ、アメリカによるイラク攻撃に対する反戦デモなども行っている。

## モーナヌム・ジェームズの声明
UAINEの指導者ワムスッタ・フランク・ジェームズは2001年2月20日に77歳で亡くなったが、現在、兄弟のモーナヌム・ジェームズ（Moonanum　James）が後を引き継ぎ活動を行っている。モーナヌムは元ベトナム退役兵である。彼は1998年11月26日に、以下の声明を行った。
「私たちに、いろんな人たちが『抗議するのを止めてくれないか』と、要求してきます。いつか、私たちは抗議するのを止めるでしょう。プリマスの商売人たちが、私たちの虐殺された先祖の血から、何百万ドルと儲けることを金輪際止めたとき、私たちは抗議するのを止めるでしょう。
私たちは、シッティング・ブルが「お気に入りの割当て酋長（大統領お気に入りの保留地分割執行人）」と呼んだBIA（インディアン管理局）の干渉を受けず、私たち自身の土地を主権国家として働かせられたとき、抗議するのを止めるでしょう。
企業が母なる大地を汚すのをやめたとき、人種差別主義が根絶された時、『ツー・スピリット（同性愛者）』に対する弾圧が過去のものとなる時、ホームレスの人々が家を持ったとき、そして寝床で空腹を抱える子供たちがいなくなったとき、私たちは抗議するのを止めるでしょう。
警察による残虐行為が有色人種のコミュニティの中にもはや存在しないとき、レナード・ペルティエとムミア・アブ＝ジャマールと、プエルトリコ人の独立運動家と、すべての政治犯が自由になるとき、私たち抗議するのを止めるでしょう。その時までは、闘いは続くのです。」